# 97e division d'infanterie territoriale
La 97e Division d’Infanterie Territoriale est le nom d'une unité de l’armée française.

## Création et dénomination
- 30 octobre 1914 : création de la 97e Division d’Infanterie Territoriale.
- 27 avril 1917 : dissolution et transformation en 97e division d'infanterie

## Chefs de corps
- 24 octobre 1914 - 10 mars 1916 : général Bizot
- 10 mars - 12 juin 1916 : général Huguet
- 12 juin 1916 - 25 avril 1917 : général Lejaille

## Première Guerre mondiale

### Composition
Mobilisée dans la 2e Région.
- infanterie :

91e régiment d'infanterie territoriale d'octobre 1914 à janvier 1916
106e régiment d'infanterie territoriale d'octobre 1914 à janvier 1916
120e régiment d'infanterie territoriale d'octobre 1914 à janvier 1916
122e régiment d'infanterie territoriale d'octobre 1914 à janvier 1916
211e régiment d'infanterie territoriale de janvier 1916 à avril 1917
291e régiment d'infanterie territoriale de janvier 1916 à avril 1917
300e régiment d'infanterie territoriale de janvier 1916 à avril 1917
301e régiment d'infanterie territoriale de janvier 1916 à avril 1917
- cavalerie :

2 escadrons du 19e régiment de dragons d'octobre 1914 à janvier 1916
1 escadron du 2e régiment de chasseurs à cheval de janvier 1916 à avril 1917
- artillerie :

1 groupe de 90 du 54e régiment d'artillerie d'octobre 1914 à avril 1917
1 groupe de 90 du 56e régiment d'artillerie d'octobre 1914 à avril 1917
- génie :

compagnie 17/2 territoriale du 2e régiment du génie d'octobre 1914 à avril 1917

### Historique

#### 1914
- 27 octobre - 8 novembre : constitution au camp de La Valbonne.
- 8 novembre - 13 décembre : transport par V.F. à Pontoise ; puis travaux de défense du camp retranché de Paris, entre l'Oise et l'Epte.
- 13 décembre 1914 - 3 juillet 1915 : mouvement par étapes vers Lagny ; instruction et travaux de défense.

#### 1915
- 3 juillet - 2 septembre : transport par V.F. dans la région de Magny-en-Vexin ; travaux.
- 2 - 18 septembre : transport par V.F. dans la région d'Épernay, puis mouvement vers le front.
- 18 septembre - 21 octobre : occupation d'un secteur vers la ferme des Marquises et le nord-est de Saint-Léonard.

19 - 20 octobre : attaques allemandes par les gaz.
- 21 octobre 1915 - 27 février 1916 : retrait du front ; repos vers la Montagne de Reims, puis travaux d'organisation du front (des éléments de la division participent à l'occupation du secteur sud-est de Reims).

#### 1916
- 27 février - 22 mars : mouvement vers le front et occupation d'un secteur entre la ferme des Marquises et le nord-est de Saint-Léonard.
- 22 mars - 10 avril : retrait du front, mouvement vers la région de Rilly-la-Montagne ; travaux dans le secteur au nord de Reims.
- 10 avril - 4 décembre : occupation d'un secteur vers la ferme des Marquises et le bois des Zouaves, étendu à gauche, le 20 septembre, jusqu'aux abords est de Reims.
- 4 - 16 décembre : retrait du front ; mouvement vers la région de Damery, repos.
- 16 décembre 1916 - 25 avril 1917 : mouvement vers Fismes et Fère-en-Tardenois ; travaux. (quelques éléments en secteur vers le fort de Condé et Nanteuil-la-Fosse).

#### 1917
- 25 - 27 avril : dissolution, constitution en division d'infanterie d'active, dans la région de Fismes, Neuilly-Saint-Front.

### Rattachements
- Affectation organique

Isolée : octobre 1914 - septembre 1915
38e corps d'armée : octobre 1915 - décembre 1916
Isolée : décembre 1916 - avril 1917
- 5e armée

2 septembre 1915 - 6 janvier 1917
- 6e armée

6 janvier - 27 avril 1917
- GMP

8 novembre 1914 - 2 septembre 1915
- Intérieur

27 octobre - 8 novembre 1914

### Sources et bibliographie
- AFGG, vol. 2, t. 10 : Ordres de bataille des grandes unités : divisions d'infanterie, divisions de cavalerie, 1924, 1092 p. (lire en ligne).